# دونقطه (الفبای لاتین)

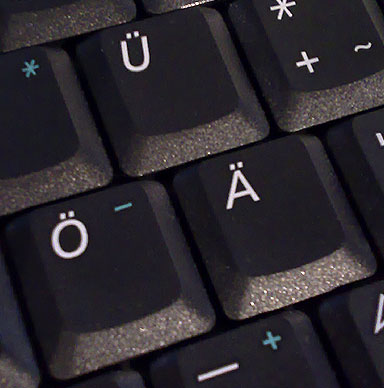
صفحه‌کلید حروف اوملائوت‌دار آلمانی

اوملاوت (به آلمانی: umlaut) (به معنای دگرگونی آوایی) یا دونقطه عبارت است از دو نقطه به صورت (¨) که برفراز حروف لاتین به‌ویژه واکه‌ها جای می‌گیرد.
پیشینهٔ استفاده از این نماد به عصر هلنیستی و الفبای یونانی بازمی‌گردد. امروزه از این نماد در بسیاری از زبان‌های اروپایی از جمله آلمانی، فرانسوی، کاتالان، اکسیتان، هلندی، ویلزی و کم و بیش زبان انگلیسی استفاده می‌شود. در انگلیسی در برخی وامواژه‌ها یا واکه‌های مرکب گاه از این نماد استفاده می‌شود. برای نمونه در نام‌های خاصی مانند Chloë و Zoë، یا واژهٔ coöperate به‌جای cooperate. این شیوه در نشریاتی چون نیویورکر همچنان مورد استفاده است. در آلمانی حروف اوملاوت‌دار عبارتند از ä, ö و ü. امروزه در نگارش گاه به جای دونقطه از مدک یا خط تیره استفاده می‌شود.
ëÿ(ĳ)üïöä
ËŸ(Ĳ)ÜÏÖÄ

## موارد دیگرِ بهره‌گیری از دونقطه
- در زبان‌های آلبانیایی و کاشوبی، ë نشان‌دهندهٔ واکهٔ بی‌رنگ است.
- در زبان آیمارا، 〈ä〉 〈ï〉 〈ü〉 نشان‌دهندهٔ واکهٔ کشیده‌اند.
- در زبان لیگوری (رومی)، ö صدای [o:] را می‌رساند.
- در زبان کومی، ӧ (اُ (سیریلیک)) نمایان‌گر [ə] است.
- در زبان لوکزامبورگی، 〈ä〉 و 〈ë〉 نشان‌دهندهٔ واکهٔ بی‌رنگ‌اند.
- گاه در هنگام نگارش زبان نروژی، حرف Æ را در این زبان به صورت Ä و Ø را نیز Ö می‌نویسند.
- در زبان اودمورت ӝ نشان‌دهندهٔ آوای [dʒ] و ӟ نمایانگر [dʑ] است.
- در زبان ترکی استامبولی: ӧ، ü